# Juan Francisco Agüeras González
Juan Francisco Agüeras y González (Ejea de los Caballeros, 21 de agosto de 1876-Cartuja del Aula Dei, 9 de julio de 1936) fue un compositor español y maestro de capilla de la Basílica del Pilar de Zaragoza.

## Vida
Nació en Ejea de los Caballeros, el 21 de agosto de 1876, hijo de Juan Joaquín Agüeras, hojalatero originario de Zaragoza, y Trinidad González, originaria de la misma Ejea. Tuvo dos hermanos, un hermano mayor, Miguel, que tuvo siete hijos, y una hermana menor, María, que permaneció soltera y vivió con Juan Francisco hasta su fallecimiento en 1968. La familia no tenía antecedentes musicales, pero un sobrino-nieto, Juan Antonio Agüeras Comps (Zaragoza, 1931), fue profesor del Conservatorio de Zaragoza y dejó algunas composiciones. Otro sobrino-nieto, el escultor Jorge Albareda Agüeras (Zaragoza, 1926–2021), Académico de San Luis, todavía conservaba el piano del maestro.
En 1884 ingresó en la escuela de Infantes del Pilar de Zaragoza, donde se formaría como músico.

[...] los maestros de capilla [del Pilar, Antonio Lozano, y de La Seo, Domingo Olleta] presentaron la partida de bautismo de Francisco Agüeras, manifestando que sus padres eran muy buenos cristianos, y de vida y costumbres muy recomendables; y probada que fue su voz, fue admitido como infane del Pilar.
Actas capitulares, 5 de septiembre de 1884

Sus maestros serían el maestro de capilla Antonio Lozano y del organista Valentín Faura Vendrell del Pilar. Durante estos años trabó amistad con el condiscípulo Ramón Borobia. Durante sus últimos años, a principios de 1893, ya como infante mayor, había sido nombrado organista suplente de la Santa Capilla, pero dimitió como infante en septiembre de ese año para pasar con diecisiete años al Seminario Mayor para realizar los estudios eclesiásticos.
Tras finalizar en el Seminario, se desempeñó como organista de la iglesia de San Miguel de Zaragoza en 1895 y de la iglesia parroquial de Santa María de Épila en 1899. Hacia 1900 su familia —padres y hermana— se había trasladado a Zaragoza. Fueron años mucha actividad musical en Zaragoza, liderada por el maestro Lozano y sus discípulos, Agüeras, Miguel Arnaudas, Ramón Borobia, Babil Belsué y Salvador Azara. Agüeras colaboró en la revista Repertorio Sacro Musical y publicó alguna composición en El Bretoniano, órgano de la «Asociación Bretoniana de Zaragoza».

### Organista de El Pilar
En 1903 falleció Valentín Faura Vendrell, primer organista de El Pilar. Ese mismo año, del 30 de julio al 3 de agosto de 1903, se organizaron las oposiciones para cubrir la vacante, a las que se presentaron, además de Agüera, Máximo Casares y Miguel, organista de la Catedral de Mondoñedo; Laureano Gárate y Usabiaga, organista de la Catedral de Huesca; Jesús José María Vírgala Inda, organista de la Catedral de Zamora. El jurado lo formaron Miguel Arnaudas, maestro de La Seo; Alejo Cuartero, organista de La Seo; y Elías Villareal, profesor de la Escuela de Música y organista de la iglesia de San Pablo. Nótese la ausencia de Lozano en el tribunal. La decisión fue a favor de Agüeras, siendo nombrado el 4 de septiembre de 1903 y tomó posesión el 1 de octubre.

Resulta que hay no poca superioridad entre el señor Agüeras y los demás, siguiendo en orden el señor Gárate, que tiene bastante más preparación que los dos restantes. Si se aprueba a los cuatro, hacemos salvedad de que respecto a Vírgala y Casares pueden aprobar en tanto en cuanto no perjudiquen a los otros dos.

### Maestro de capilla de El Pilar
El 4 de abril de 1908 falleció Antonio Lozano, quedando vacante el magíster de El Pilar. Se convocaron unas oposiciones muy exigentes, a las que se presentaron solo dos candidatos, el propio Agüeras y Antonio Pérez Sáenz, maestro de capilla de la Catedral de Orense. Los ejercicios, un «Cantemus Domino» para Pérez y un «Cantate Domino» para Angüeras, fueron enviados anonimizados al Monasterio de Montserrat para ser evaluados por un tribunal formado por los monjes Manuel María de la Inmaculada Concepción, Plácido Escofet y Francisco María Sánchez para su evaluación técnica. Los benedictinos consideraron que Pérez «merece una simple aprobación [...] debe proseguir estudios para que con trabajo constante pueda adquirir la formación», dando por ganado a Agüera. Un segundo tribunal constituido en Zaragoza por Arnaudas, Cuartero y Fructuoso de Larreta, contralto del Pilar, consideró que «hay una diferencia muy notable, pues mientras el segundo [Pérez] se concreta solamente a mover la mano para marcar el compás sin preocuparse en absoluto de nada, el primero [Agüeras] se compenetra muy bien en general con las ideas expuestas en la obra, da la misma energía, vigor o ternura que el autor deseara». Agüeras tomó posesión del cargo el 5 de septiembre de 1908.
Sus obligaciones como maestro de capilla incluían la composición de una obra mayor a toda orquesta, «como Misa, Vísperas u otra semejante de importancia [...] las cuales serán entregadas en propiedad a la Iglesia.» Así desde 1909 hasta 1914, cuando abandona el cargo, se conservan numerosas composiciones.

### Monje cartujo
El 3 de julio de 1914 las actas capitulares aceptaban el ingreso de Angüeras en la Cartuja del Aula Dei de Zaragoza, como monje cartujo con el nombre de «Dom Víctor Mª de la Virgen del Pilar». Angüera habría ingresado el 20 de julio de 1914 como novicio, alegando unos «ejercicios espirituales», sin dar noticia a familia o amigos.
A pesar de que las reglas ya no le permitían tañer instrumentos, envió en los años 1914 y 1915 por correo diversas composiciones al cabildo zaragozano. Finalmente renunció a la composición con gran sacrificio por su parte, haciendo solemne profesión religiosa en la Cartuja de Villanueva de Gallego el 25 de julio de 1919, quedando definitivamente vacante el magisterio del Pilar. El 23 de octubre de 1919 tomaba posesión su sucesor, Ramón Pujol y Llanes. En 1920 todavía se permitió colaborar en la composición de un Himno a Santa Margarita Alacoque con Fray Juan de la Cruz Fleta, del que escribió la letra.
En la Cartuja tradujo del francés la Vida de la Reverenda María Teresa de San Juan de la Cruz. Entre 1924 y 1928 fue maestro de novicios y en 1934 vicario. Hacia esa época se operó en el Hospital provincial de una hernia doble, ocasión en la que convaleció dos semanas con su madre en la calle de San Pablo de Zaragoza y dijo misa en la Santa Capilla, antes de regresar a la Cartuja.
En 1934, ya entrado en años, fue nombrado prior de la Cartuja de Miraflores de Burgos. Por entonces ya estaba enfermo del corazón y la altura y el clima de Burgos perjudicarían su salud, sin embargo partió hacia su nuevo cargo a pesar de que afirmó que, «Sé que ir a Burgos me cuesta la vida». Poco más tarde partiría a Roma, para participar en el Capítulo General de la Orden Cartujana. En 1936 el Ayuntamiento de Burgos, de mayoría socialista, le concedía la Cruz de la Beneficencia —en contra de su voluntad. En junio de 1936 su estado de salud empeoró y por recomendación médica se trasladó a Zaragoza, a la Cartuja del Aula Dei. Ni su madre ni su hermana pudieron visitar a Agüeras en su lecho de muerto, debido a la clausura. Fallecería el 8 de julio de 1936 en un pequeño cuarto desde el que se veían las torres del Pilar.

## Obra
Toda su obra pertenece al género religioso. Se conservan más de 80 composiciones, entre las cuales destacan su Misa Eucarística para tibles y órgano que ganó el concurso de Música Sacra realizado en Bilbao en mayo de 1911 y, sobre todo, la jaculatoria Bendita y Alabada, su obra más popular.
Escribió diversas obras religiosas, entre ellas el inédito Apuntes biográficos sobre Dom Servilio María Laure (c. 1926), Visitas a Nuestra Señora del Pilar y Varias devociones a la preciosa sangre (1930).